# Anguliphantes tripartitus
Anguliphantes tripartitus là một loài nhện trong họ Linyphiidae.
Loài này thuộc chi Anguliphantes. Anguliphantes tripartitus được František Miller & Svaton miêu tả năm 1978.